# Bédéchan
Bédéchan (Bedeishan en gascon) est une commune française située dans le sud-est du département du Gers en région Occitanie. Sur le plan historique et culturel, la commune est dans le pays d'Astarac, un territoire du sud gersois très vallonné, au sol argileux, qui longe le plateau de Lannemezan.
Exposée à un climat océanique altéré, elle est drainée par la Gimone et par divers autres petits cours d'eau. La commune possède un patrimoine naturel remarquable composé de deux zones naturelles d'intérêt écologique, faunistique et floristique.
Bédéchan est une commune rurale qui compte 133 habitants en 2022, après avoir connu un pic de population de 394 habitants en 1841.  Elle fait partie de l'aire d'attraction d'Auch. Ses habitants sont appelés les Bédéchanais ou  Bédéchanaises.

## Géographie

### Localisation
Commune de Gascogne située dans la vallée de la Gimone.

### Communes limitrophes
Les communes limitrophes sont  Aurimont, Boulaur, Castelnau-Barbarens, Saint-Caprais et Tirent-Pontéjac.
|                     | Saint-Caprais   |          |
| Castelnau-Barbarens | Bédéchan        | Aurimont |
| Boulaur             | Tirent-Pontéjac |          |

### Géologie et relief
Bédéchan se situe en zone de sismicité 1 (sismicité très faible).

### Hydrographie

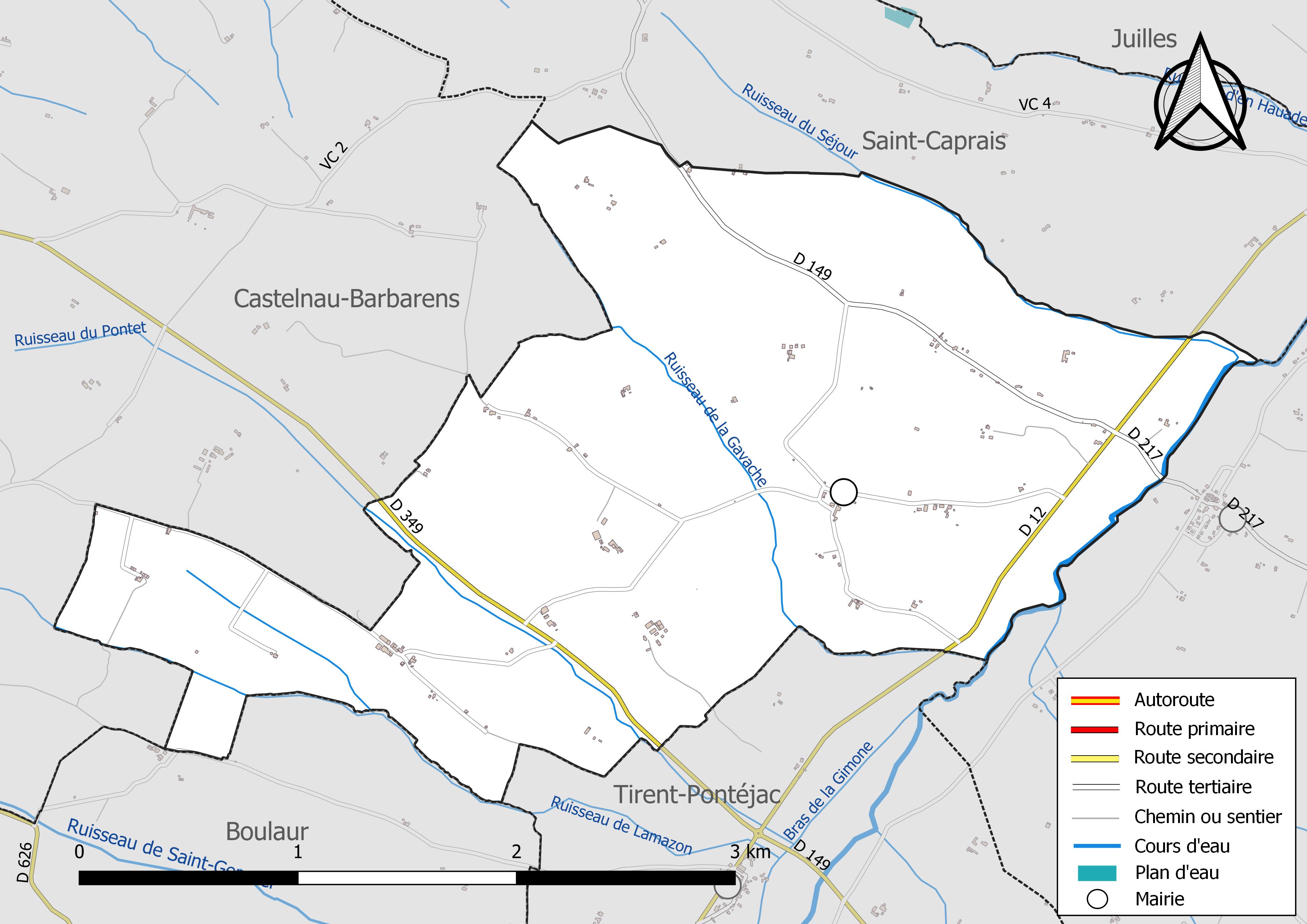
Réseaux hydrographique et routier de Bédéchan.

La commune est dans le bassin de la Garonne, au sein du bassin hydrographique Adour-Garonne. Elle est drainée par la Gimone, le ruisseau de Gaye, le ruisseau de la Gavache, le ruisseau de Lamazon, le ruisseau du Pontet, le ruisseau du Séjour et par un petit cours d'eau, qui constituent un réseau hydrographique de 9 km de longueur totale,.
La Gimone, d'une longueur totale de 135,7 km, prend sa source dans la commune de Saint-Loup-en-Comminges et s'écoule du sud-ouest vers le nord-est. Elle traverse la commune et se jette dans la Garonne à Castelferrus, après avoir traversé 54 communes.

### Climat
Pour des articles plus généraux, voir Climat de l'Occitanie et Climat du Gers.
En 2010, le climat de la commune est de type climat du Bassin du Sud-Ouest, selon une étude s'appuyant sur une série de données couvrant la période 1971-2000. En 2020, Météo-France publie une typologie des climats de la France métropolitaine dans laquelle la commune est exposée à un climat océanique altéré et est dans la région climatique Aquitaine, Gascogne, caractérisée par une pluviométrie abondante au printemps, modérée en automne, un faible ensoleillement au printemps, un été chaud (19,5 °C), des vents faibles, des brouillards fréquents en automne et en hiver et des orages fréquents en été (15 à 20 jours).
Pour la période 1971-2000, la température annuelle moyenne est de 13,1 °C, avec une amplitude thermique annuelle de 15,5 °C. Le cumul annuel moyen de précipitations est de 738 mm, avec 9,4 jours de précipitations en janvier et 6,1 jours en juillet. Pour la période 1991-2020, la température moyenne annuelle observée sur la station météorologique la plus proche, située sur la commune de Lahas à 8 km à vol d'oiseau, est de 13,9 °C et le cumul annuel moyen de précipitations est de 633,5 mm,. Pour l'avenir, les paramètres climatiques de la commune estimés pour 2050 selon différents scénarios d'émission de gaz à effet de serre sont consultables sur un site dédié publié par Météo-France en novembre 2022.

### Milieux naturels et biodiversité
L’inventaire des zones naturelles d'intérêt écologique, faunistique et floristique (ZNIEFF) a pour objectif de réaliser une couverture des zones les plus intéressantes sur le plan écologique, essentiellement dans la perspective d’améliorer la connaissance du patrimoine naturel national et de fournir aux différents décideurs un outil d’aide à la prise en compte de l’environnement dans l’aménagement du territoire.
Une ZNIEFF de type 1 est recensée sur la commune :
les « prairies humides d'Aurimont et Montiron » (61 ha), couvrant 5 communes du département et une ZNIEFF de type 2, : 
le « cours de la Gimone et de la Marcaoue » (3 085 ha), couvrant 60 communes dont cinq dans la Haute-Garonne, 37 dans le Gers, une dans les Hautes-Pyrénées et 17 dans le Tarn-et-Garonne.

Carte des ZNIEFF de type 1 et 2 à Bédéchan.
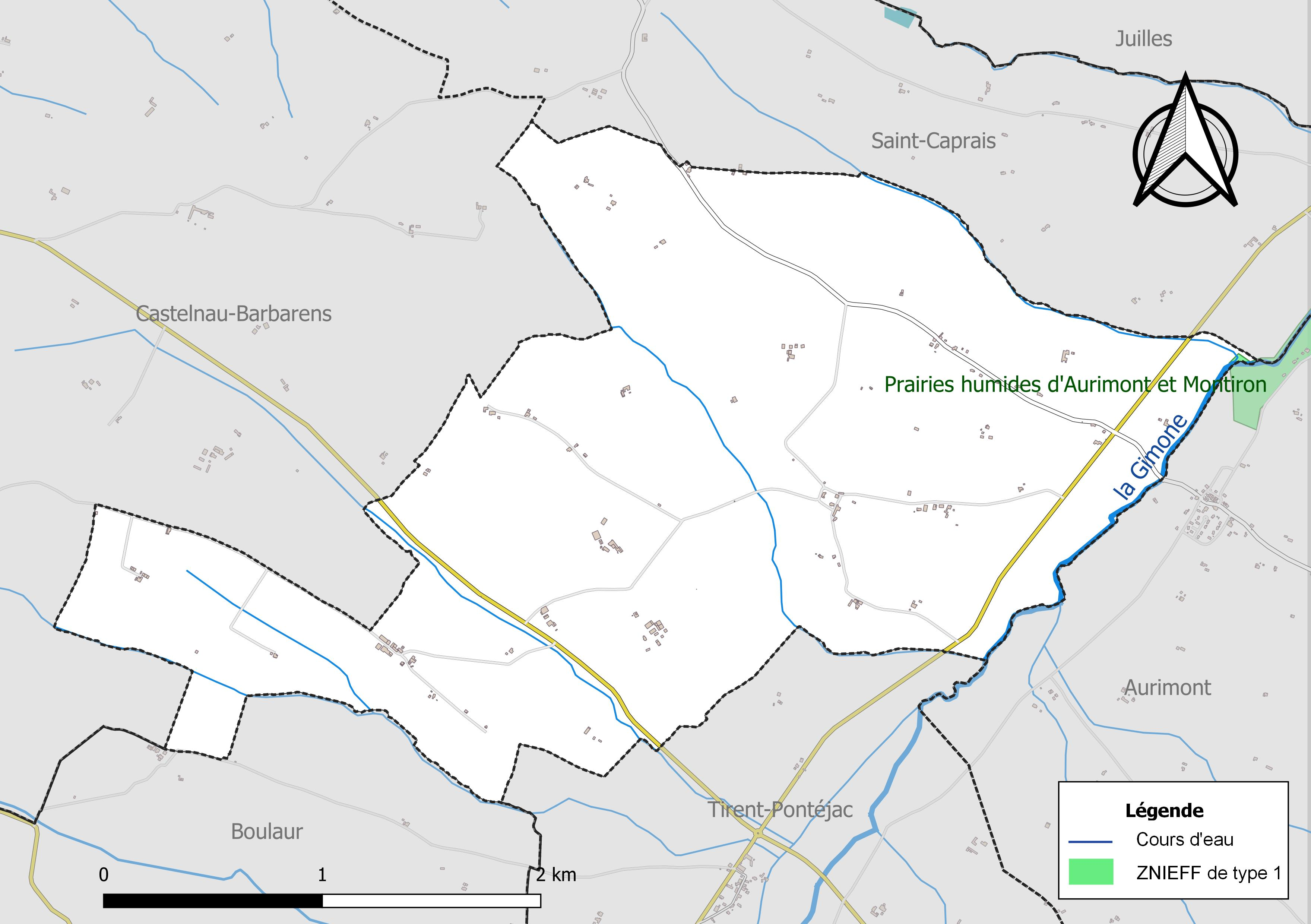
Carte de la ZNIEFF de type 1 sur la commune.
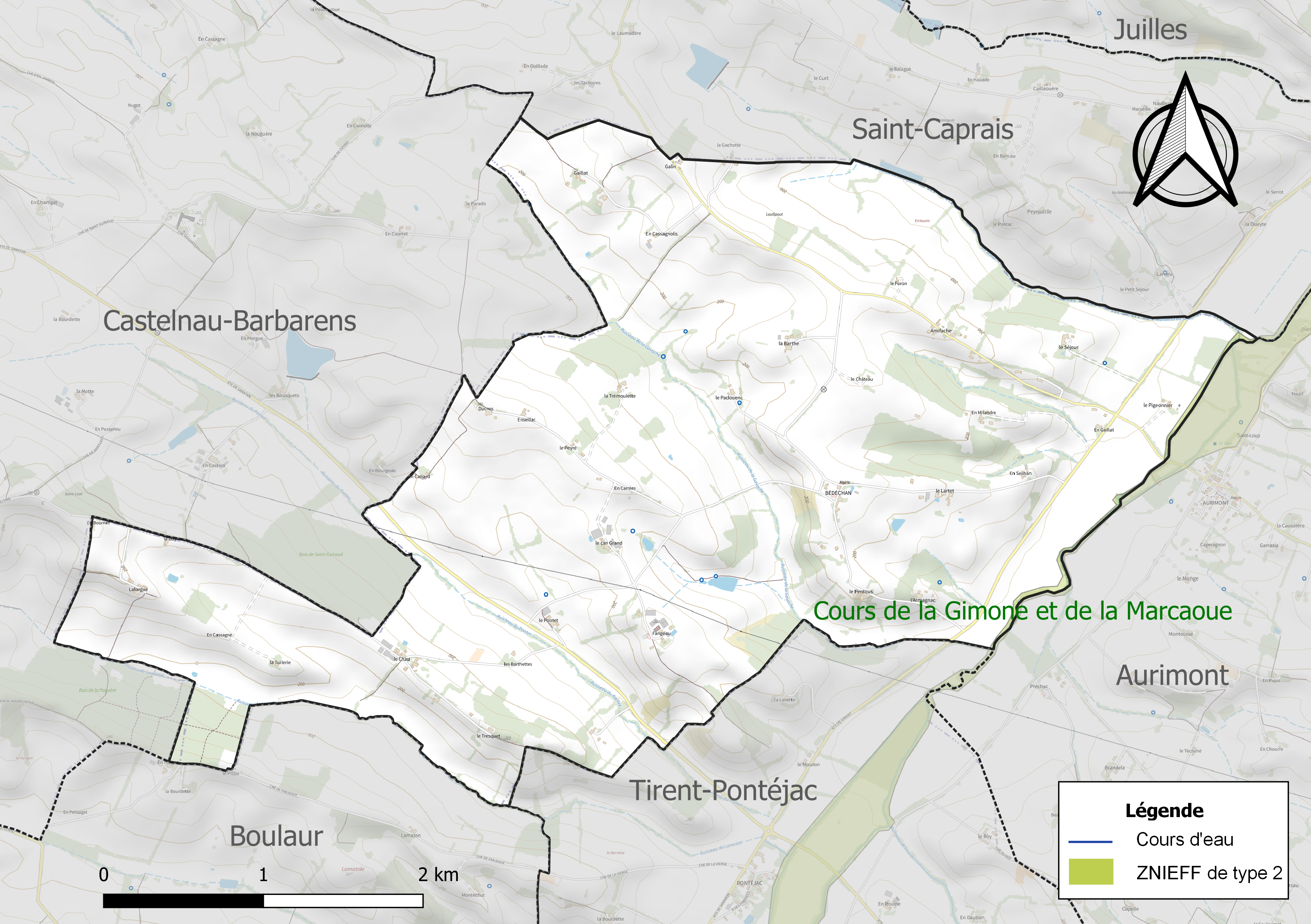
Carte de la ZNIEFF de type 2 sur la commune.

## Urbanisme

### Typologie
Au 1er janvier 2024, Bédéchan est catégorisée commune rurale à habitat très dispersé, selon la nouvelle grille communale de densité à sept niveaux définie par l'Insee en 2022.
Elle est située hors unité urbaine. Par ailleurs la commune fait partie de l'aire d'attraction d'Auch, dont elle est une commune de la couronne,. Cette aire, qui regroupe 112 communes, est catégorisée dans les aires de 50 000 à moins de 200 000 habitants,.

### Occupation des sols
L'occupation des sols de la commune, telle qu'elle ressort de la base de données européenne d’occupation biophysique des sols Corine Land Cover (CLC), est marquée par l'importance des territoires agricoles (99 % en 2018), une proportion identique à celle de 1990 (99 %). La répartition détaillée en 2018 est la suivante : 
terres arables (90 %), zones agricoles hétérogènes (9 %), forêts (1 %). L'évolution de l’occupation des sols de la commune et de ses infrastructures peut être observée sur les différentes représentations cartographiques du territoire : la carte de Cassini (XVIIIe siècle), la carte d'état-major (1820-1866) et les cartes ou photos aériennes de l'IGN pour la période actuelle (1950 à aujourd'hui).

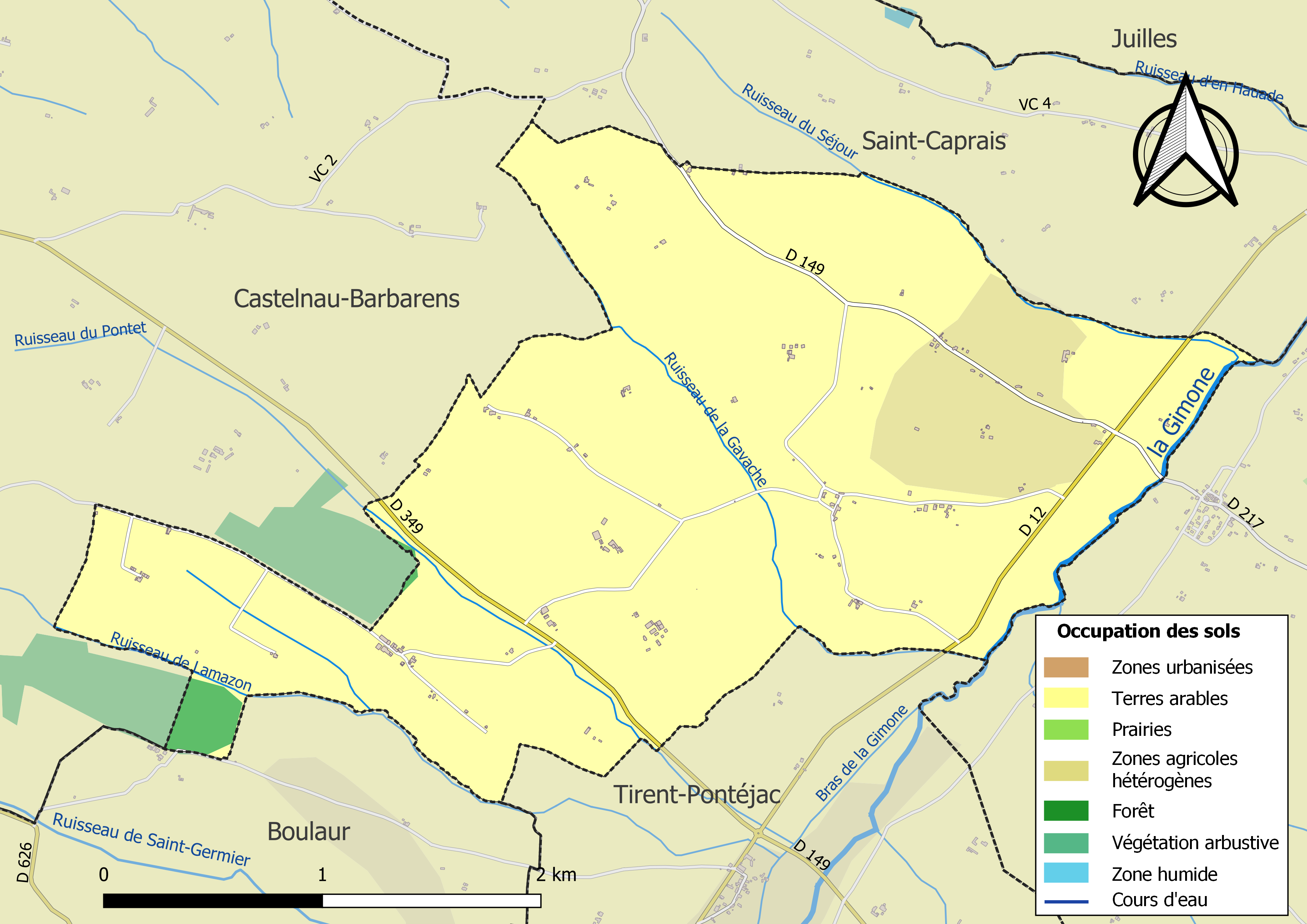
Carte des infrastructures et de l'occupation des sols de la commune en 2018 (CLC).

### Voies de communication et transports

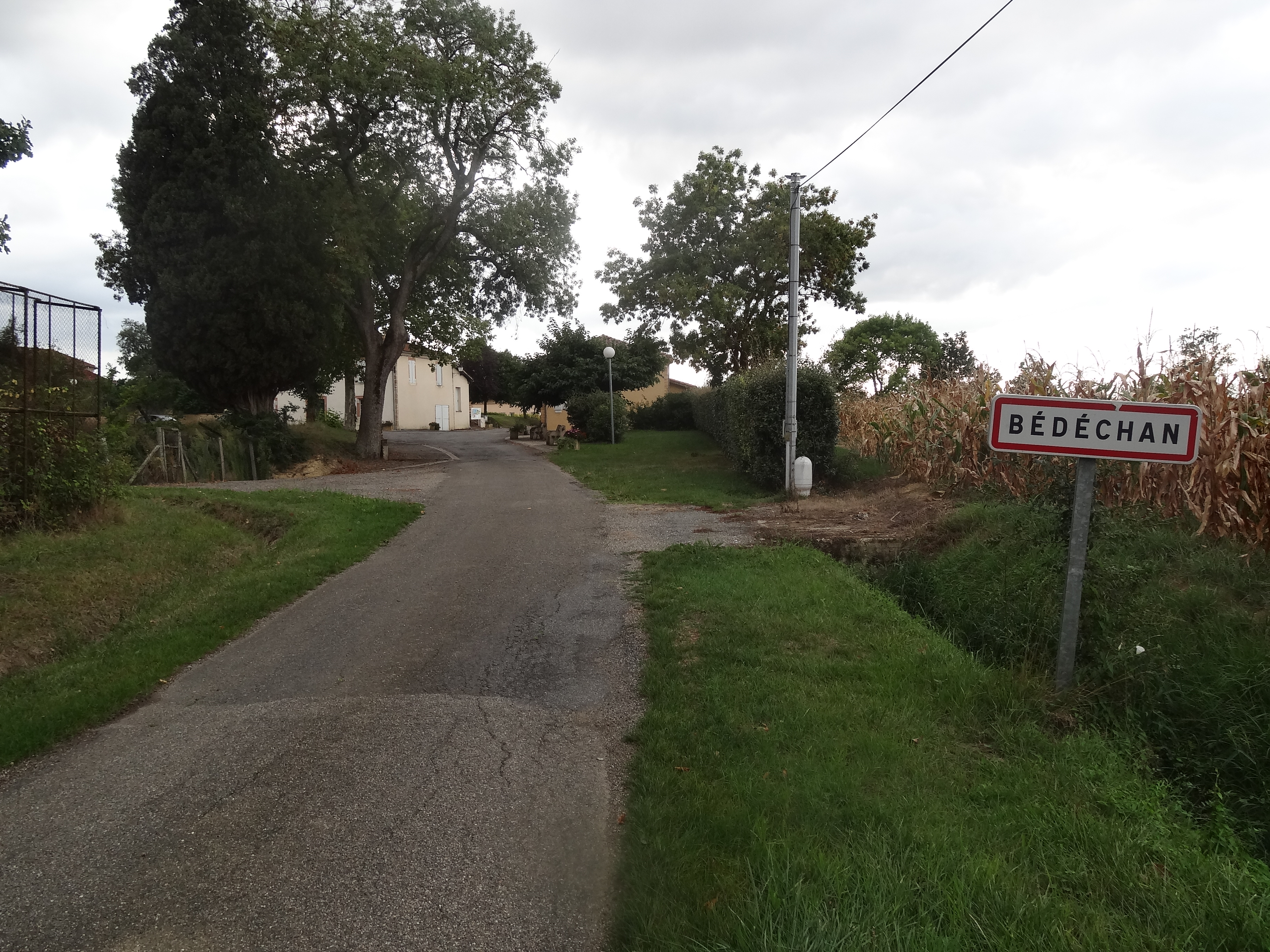
Entrée est du village.

### Risques majeurs
Le territoire de la commune de Bédéchan est vulnérable à différents aléas naturels : météorologiques (tempête, orage, neige, grand froid, canicule ou sécheresse) et séisme (sismicité très faible). Il est également exposé à un risque technologique, la rupture d'un barrage. Un site publié par le BRGM permet d'évaluer simplement et rapidement les risques d'un bien localisé soit par son adresse soit par le numéro de sa parcelle.

#### Risques naturels

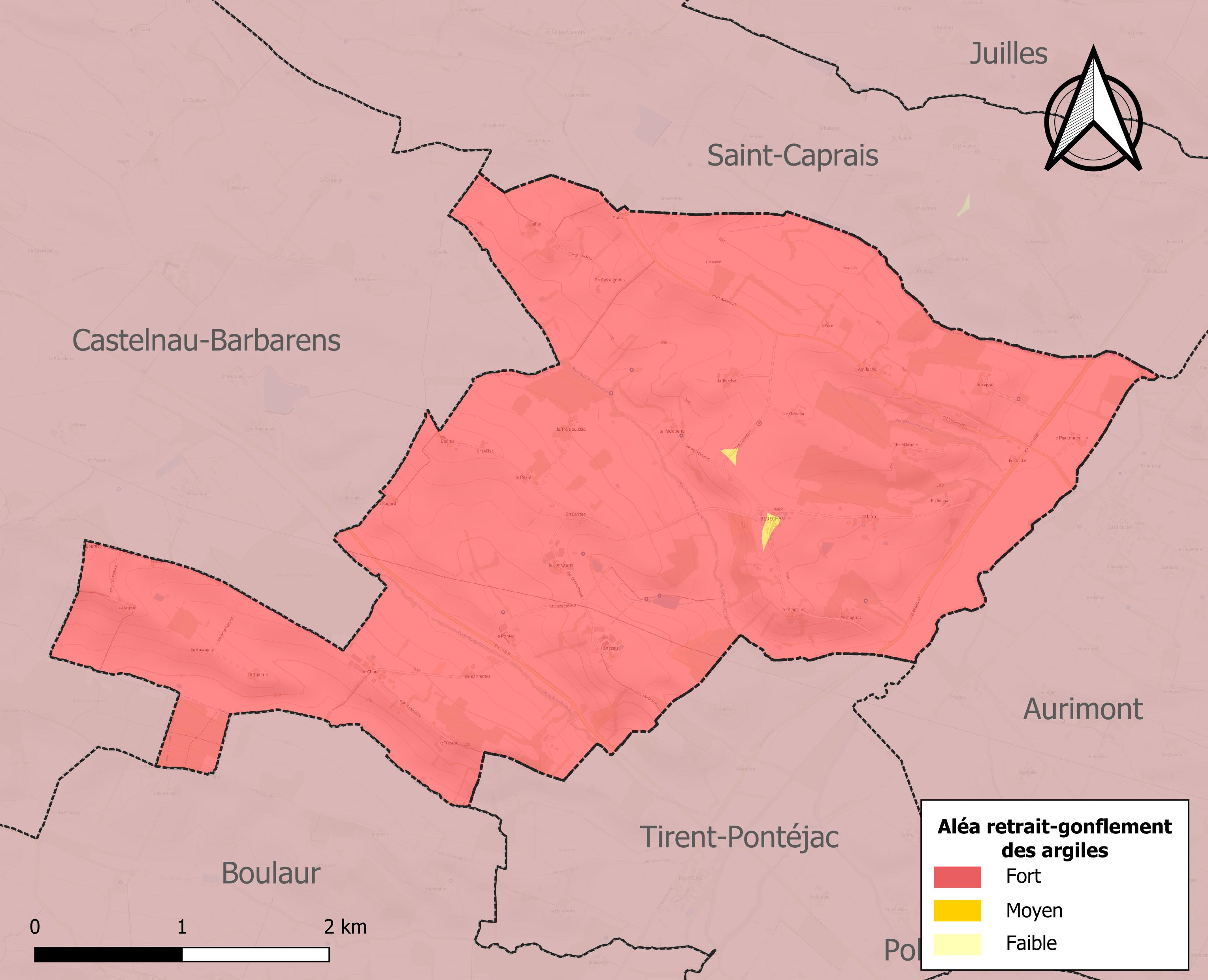
Carte des zones d'aléa retrait-gonflement des sols argileux de Bédéchan.

Le retrait-gonflement des sols argileux est susceptible d'engendrer des dommages importants aux bâtiments en cas d’alternance de périodes de sécheresse et de pluie. La totalité de la commune est en aléa moyen ou fort (94,5 % au niveau départemental et 48,5 % au niveau national). Sur les 65 bâtiments dénombrés sur la commune en 2019, 65 sont en aléa moyen ou fort, soit 100 %, à comparer aux 93 % au niveau départemental et 54 % au niveau national. Une cartographie de l'exposition du territoire national au retrait gonflement des sols argileux est disponible sur le site du BRGM,.
Par ailleurs, afin de mieux appréhender le risque d’affaissement de terrain, l'inventaire national des cavités souterraines permet de localiser celles situées sur la commune.
La commune a été reconnue en état de catastrophe naturelle au titre des dommages causés par les inondations et coulées de boue survenues en 1999, 2009 et 2018. Concernant les mouvements de terrains, la commune a été reconnue en état de catastrophe naturelle au titre des dommages causés par la sécheresse en 1989, 1991 et 2003 et par des mouvements de terrain en 1999.

#### Risques technologiques
La commune est en outre située en aval du barrage de la Gimone, un ouvrage de classe A disposant d'une retenue de 25 millions de mètres cubes. La fiche réflexe du PPI définit le temps d'arrivée de l'onde et la zone d'accueil selon la position des habitants concernés par rapport à la Gimone (rive droite ou gauche),,. À ce titre elle est susceptible d’être touchée par l’onde de submersion consécutive à la rupture de cet ouvrage,

## Histoire

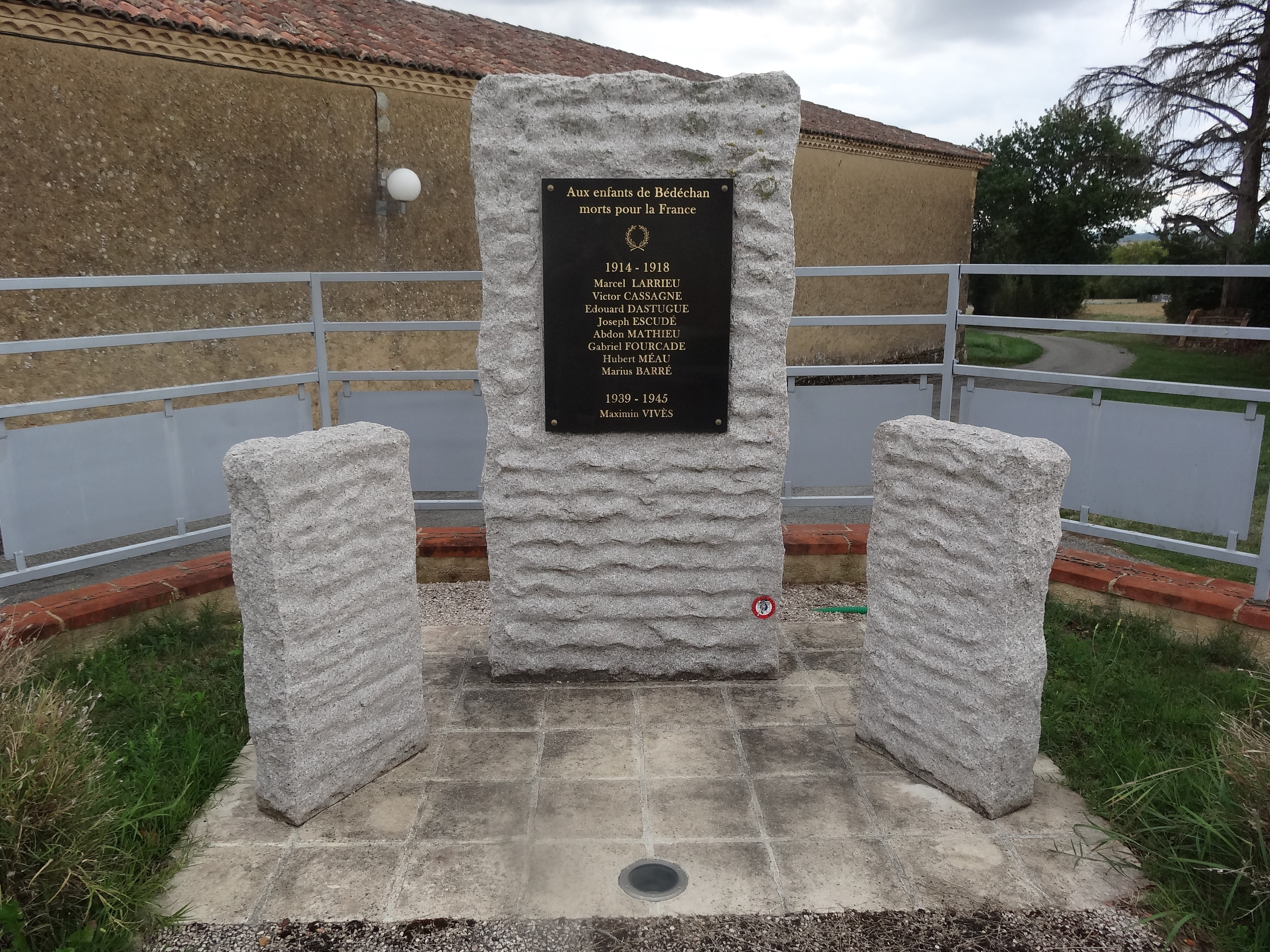
Le monument aux morts.

L'ancienne paroisse de Fanjeaux a été adjointe à Bédéchan.

## Politique et administration

### Liste des maires

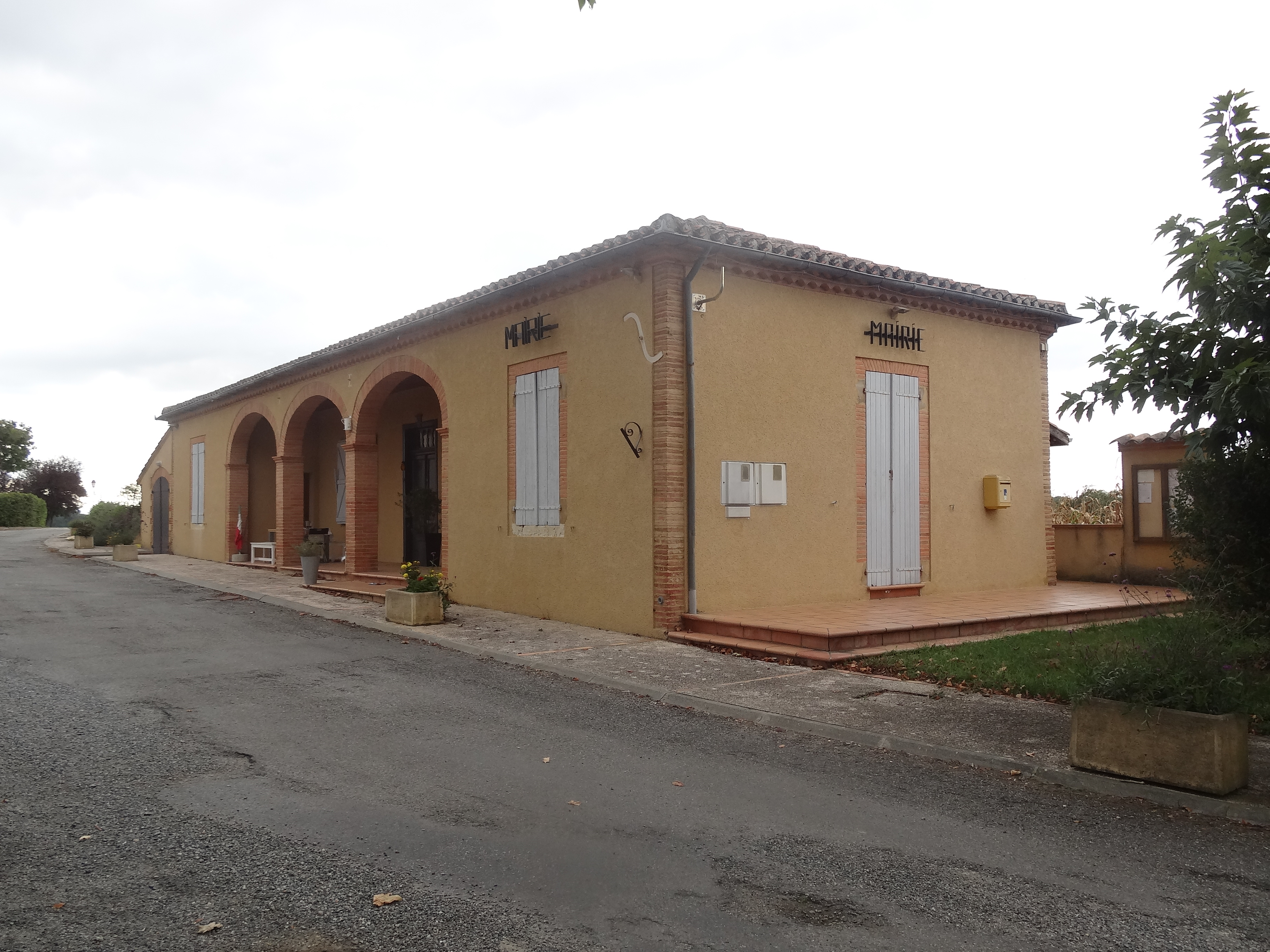
La mairie en 2017.

| Période                                  | Période  | Identité               | Étiquette | Qualité                |
| ---------------------------------------- | -------- | ---------------------- | --------- | ---------------------- |
| mars 2001                                | 2014     | Roger Escudé           |           |                        |
| 2014                                     | 2019     | Françoise Dastugue     | DVD       | Agricultrice retraitée |
| 2020                                     | En cours | Jacqueline Loussignian |           |                        |
| Les données manquantes sont à compléter. |          |                        |           |                        |

## Population et société

### Démographie
| 1793 | 1800 | 1806 | 1821 | 1831 | 1841 | 1846 | 1851 | 1856 |
| ---- | ---- | ---- | ---- | ---- | ---- | ---- | ---- | ---- |
| 215  | 197  | 196  | 227  | 328  | 394  | 347  | 311  | 336  |

| 1861 | 1866 | 1872 | 1876 | 1881 | 1886 | 1891 | 1896 | 1901 |
| ---- | ---- | ---- | ---- | ---- | ---- | ---- | ---- | ---- |
| 317  | 329  | 314  | 291  | 279  | 277  | 236  | 222  | 206  |

| 1906 | 1911 | 1921 | 1926 | 1931 | 1936 | 1946 | 1954 | 1962 |
| ---- | ---- | ---- | ---- | ---- | ---- | ---- | ---- | ---- |
| 213  | 203  | 178  | 179  | 181  | 192  | 171  | 178  | 142  |

| 1968 | 1975 | 1982 | 1990 | 1999 | 2004 | 2006 | 2009 | 2014 |
| ---- | ---- | ---- | ---- | ---- | ---- | ---- | ---- | ---- |
| 118  | 107  | 102  | 107  | 104  | 121  | 134  | 133  | 154  |

| 2019 | 2022 | - | - | - | - | - | - | - |
| ---- | ---- | - | - | - | - | - | - | - |
| 136  | 133  | - | - | - | - | - | - | - |

### Enseignement
Il n'y a pas d'école à Bédéchan.

### Manifestations culturelles et festivités

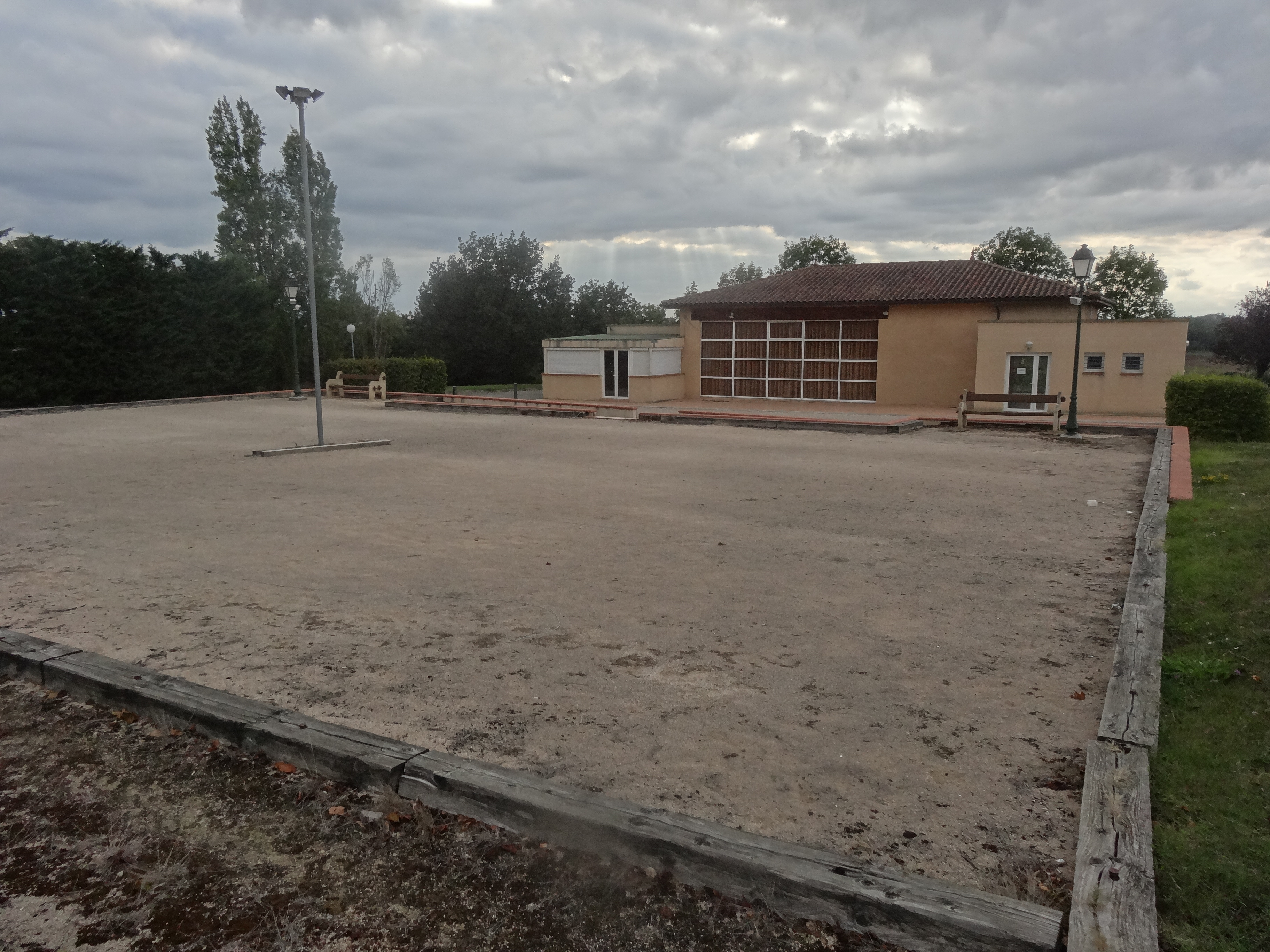
La salle des fêtes et le boulodrome.

- Fêtes : 1er week-end d'août, 3e dimanche de septembre[29] ;

## Économie

### Emploi
|                | 2008  | 2013  | 2018  |
| -------------- | ----- | ----- | ----- |
| Commune        | 6,8 % | 6,1 % | 8,2 % |
| Département    | 6,1 % | 7,5 % | 8,2 % |
| France entière | 8,3 % | 10 %  | 10 %  |

En 2018, la population âgée de 15 à 64 ans s'élève à 77 personnes, parmi lesquelles on compte 87,7 % d'actifs (79,5 % ayant un emploi et 8,2 % de chômeurs) et 12,3 % d'inactifs,. Depuis 2008, le taux de chômage communal (au sens du recensement) des 15-64 ans est supérieur à celui du département, mais inférieur à celui de la France.
La commune fait partie de la couronne de l'aire d'attraction d'Auch, du fait qu'au moins 15 % des actifs travaillent dans le pôle,. Elle compte 19 emplois en 2018, contre 16 en 2013 et 20 en 2008. Le nombre d'actifs ayant un emploi résidant dans la commune est de 66, soit un indicateur de concentration d'emploi de 28,3 % et un taux d'activité parmi les 15 ans ou plus de 64,5 %.
Sur ces 66 actifs de 15 ans ou plus ayant un emploi, 13 travaillent dans la commune, soit 19 % des habitants. Pour se rendre au travail, 95,2 % des habitants utilisent un véhicule personnel ou de fonction à quatre roues, 1,6 % les transports en commun et 3,2 % n'ont pas besoin de transport (travail au domicile).

### Activités hors agriculture
13 établissements sont implantés  à Bédéchan au 31 décembre 2019.
Le secteur de l'industrie manufacturière, des industries extractives et autres est prépondérant sur la commune puisqu'il représente 61,5 % du nombre total d'établissements de la commune (8 sur les 13 entreprises implantées  à Bédéchan), contre 12,3 % au niveau départemental.

### Agriculture
La commune est dans les « Coteaux du Gers », une petite région agricole occupant l'est du département du Gers. En 2020, l'orientation technico-économique de l'agriculture  sur la commune est la culture de céréales et/ou d'oléoprotéagineuses.
|               | 1988 | 2000 | 2010 | 2020  |
| ------------- | ---- | ---- | ---- | ----- |
| Exploitations | 17   | 15   | 14   | 14    |
| SAU (ha)      | 826  | 842  | 884  | 1 138 |

Le nombre d'exploitations agricoles en activité et ayant leur siège dans la commune est passé de 17 lors du recensement agricole de 1988  à 15 en 2000 puis à 14 en 2010 et enfin à 14 en 2020, soit une baisse de 18 % en 32 ans. Le même mouvement est observé à l'échelle du département qui a perdu pendant cette période 51 % de ses exploitations,. La surface agricole utilisée sur la commune a quant à elle augmenté, passant de 826 ha en 1988 à 1 138 ha en 2020. Parallèlement la surface agricole utilisée moyenne par exploitation a augmenté, passant de 49 à 81 ha.

## Culture locale et patrimoine

### Lieux et monuments

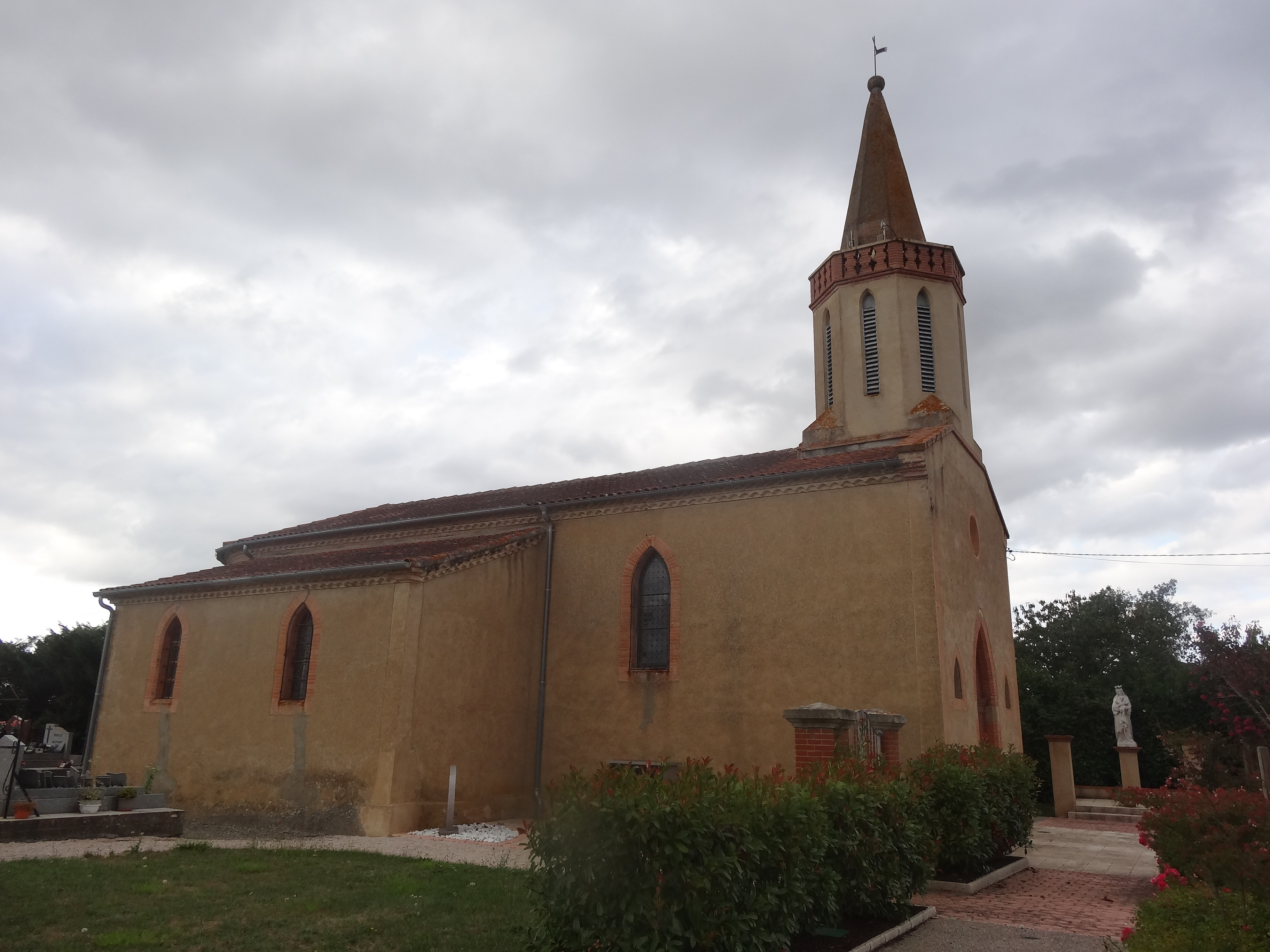
L'église Saint-Abdon-et-Sennen vue du sud.

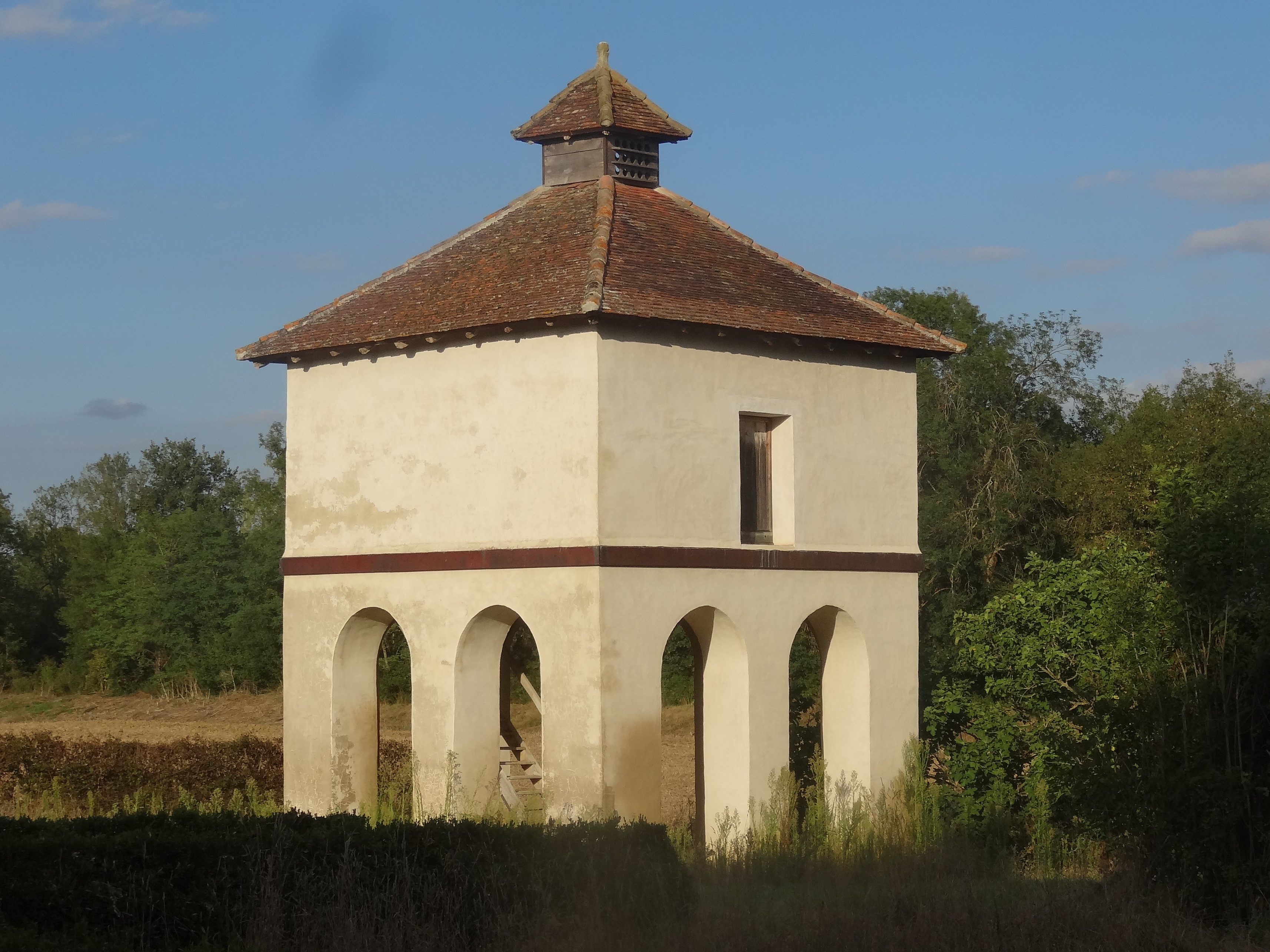
Le pigeonnier.

- Église Saint-Abdon-et-Sennen. Construite en 1860, de style néo-gothique, elle est entourée du cimetière et elle comprend en son chœur une cuve baptismale issue de l'ancienne église[29].
- Église Notre-Dame de Fanjeaux[34]. Construite en 1866, elle a été édifiée près d'un temple païen dédié à Jupiter, elle abrite un petit retable d'art populaire[29].
- Ancien château de Bédéchan. « Le Château » à 250 m au nord de l’église paroissiale. Propriété privée, ne se visite pas.
- Site castral de Fangeau. Les seigneurs du lieu sont attestés à partir de la fin du XIVe siècle : en 1394, Bernard de Fangeau prête hommage au comte d’Astarac[35]. La carte de Cassini indique un château à « Fanjaux », encore bien visible sur le plan cadastral de 1825, entouré d’une ligne de fossés de plan quadrangulaire[36]. Le bâtiment n’est plus visible sur la carte IGN de 1950 : il a  disparu en élévation. À son emplacement se trouvent des hangars agricoles.
- Pigeonnier XVIIe siècle au lieu-dit « Le Pigeonnier » et situé à 500 m du village d'Aurimont. Il est composé de huit arcs en plein cintre et d'un escalier menant à l'unique étage[29].

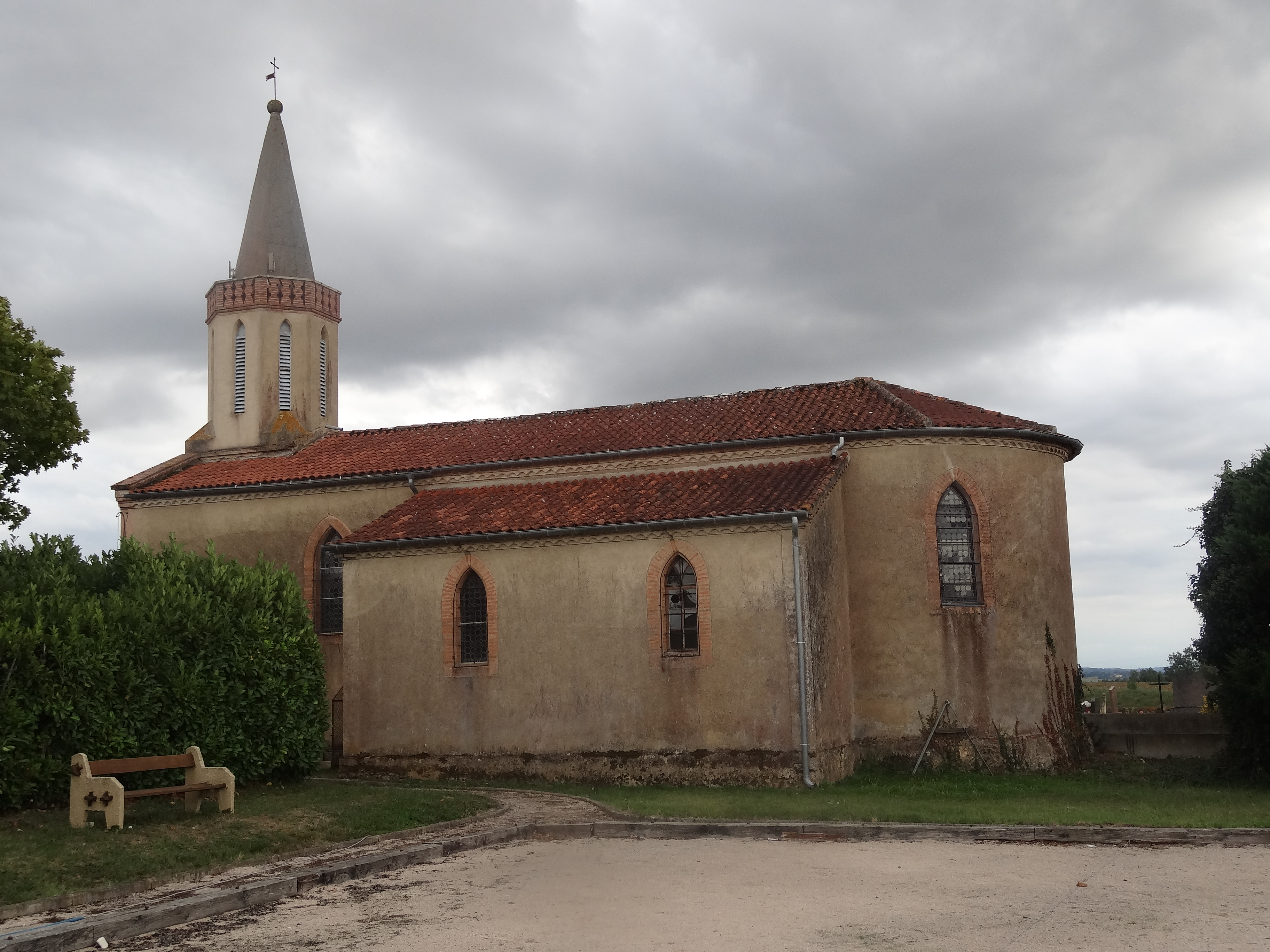
Autre vue de l’église.
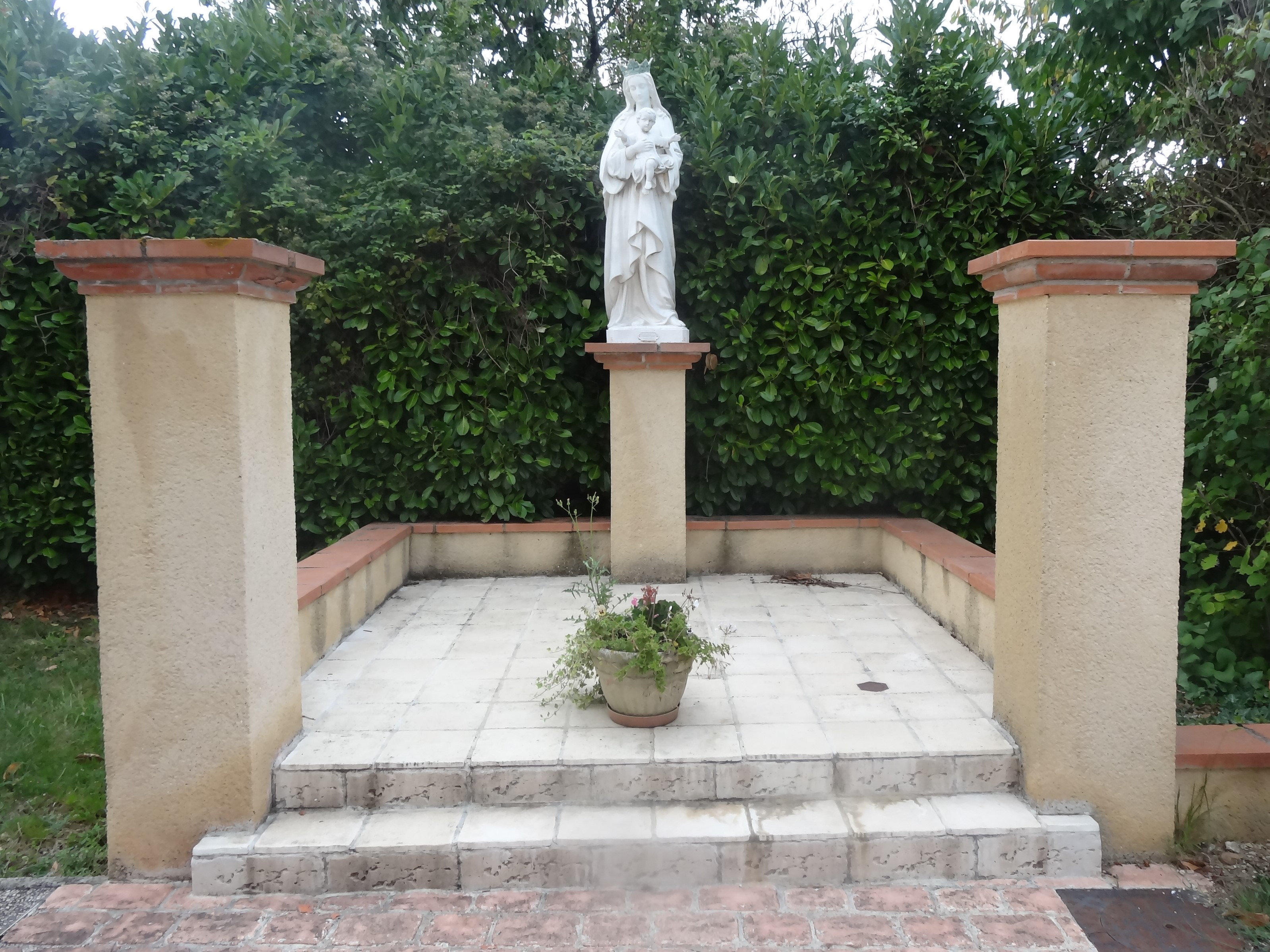
Statue de la Vierge à l'Enfant.
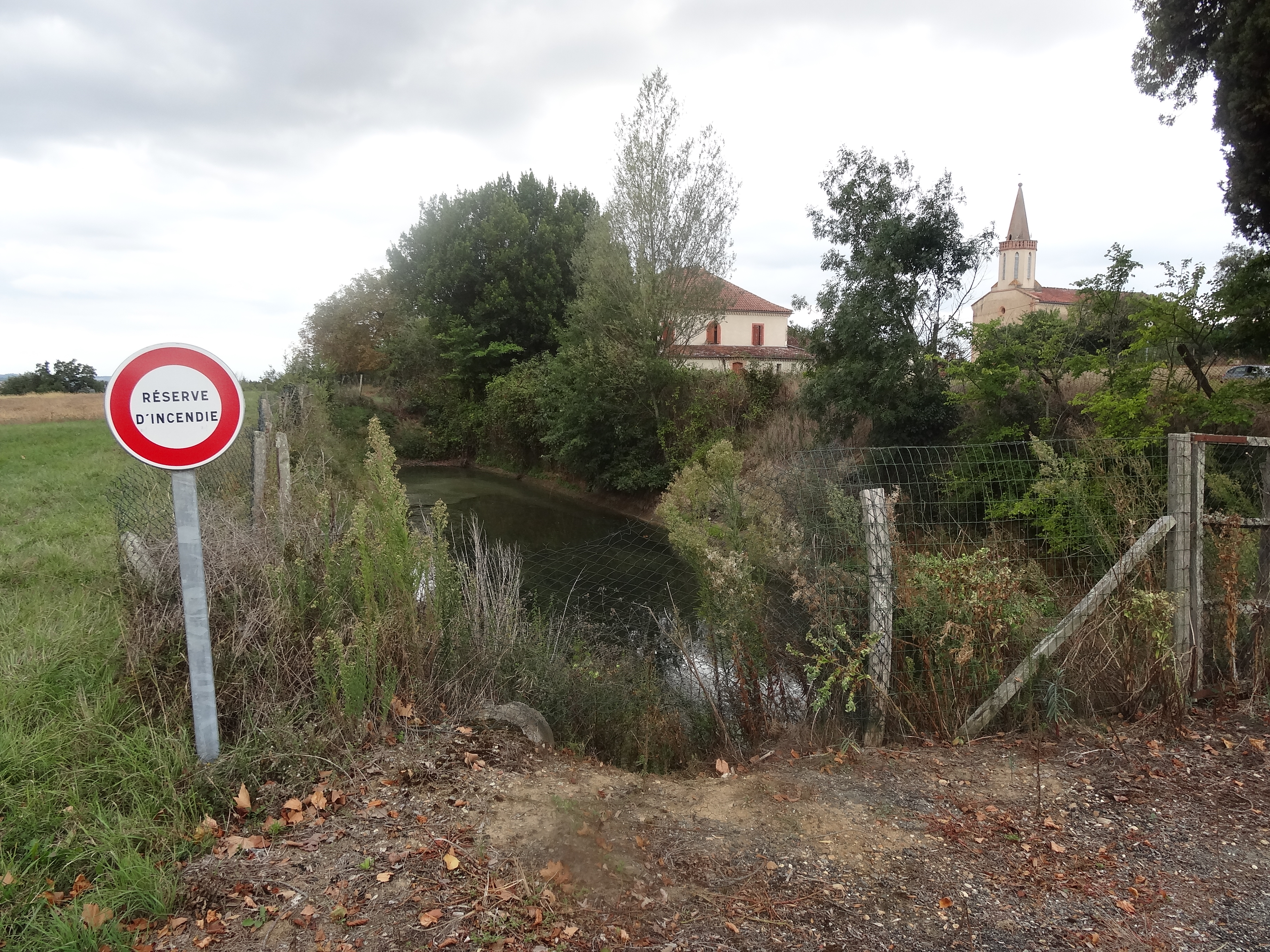
Réserve d'incendie à l’est du village.
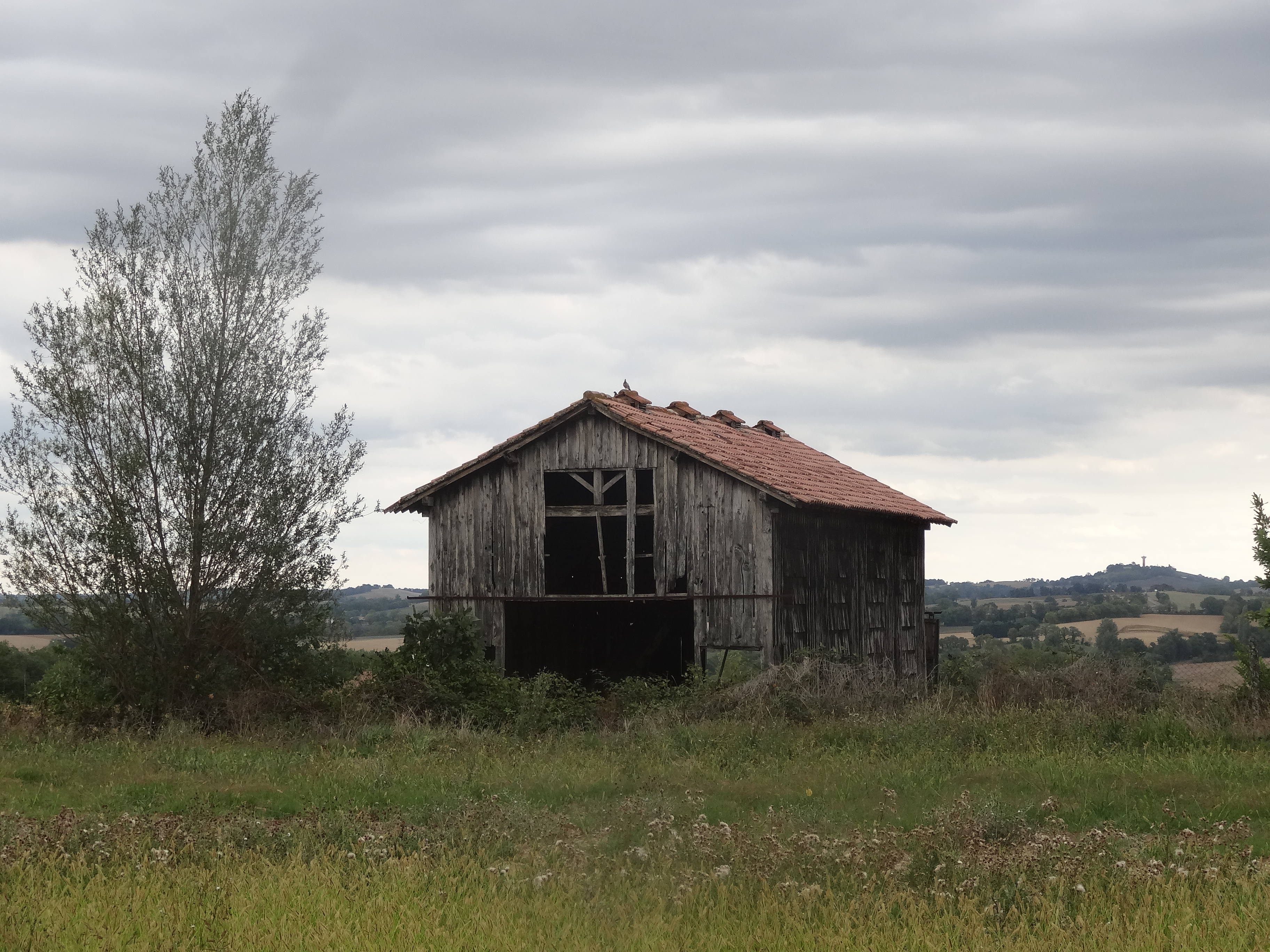
Grange à l’est du village.
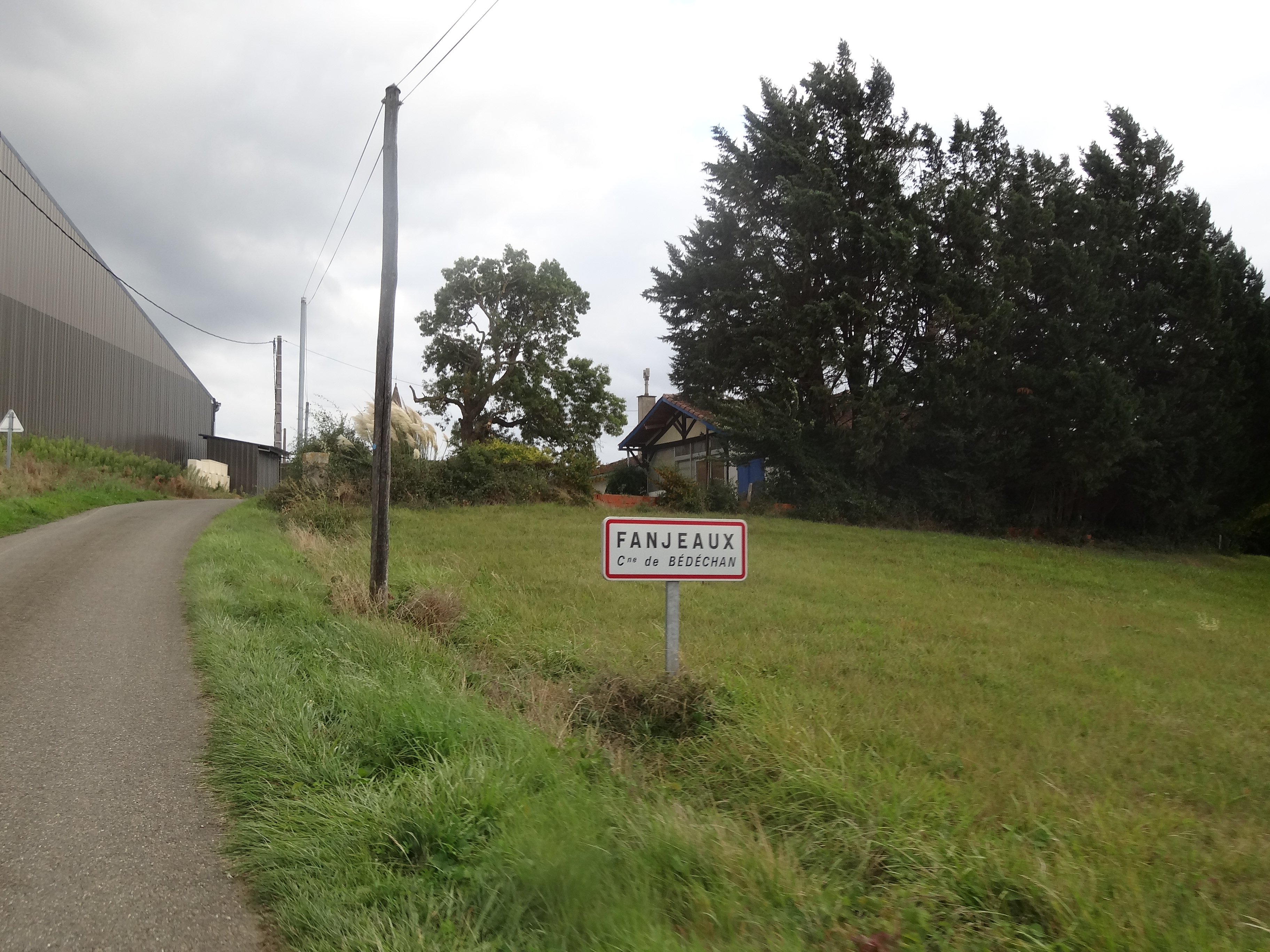
Entrée ouest de Fanjeaux.
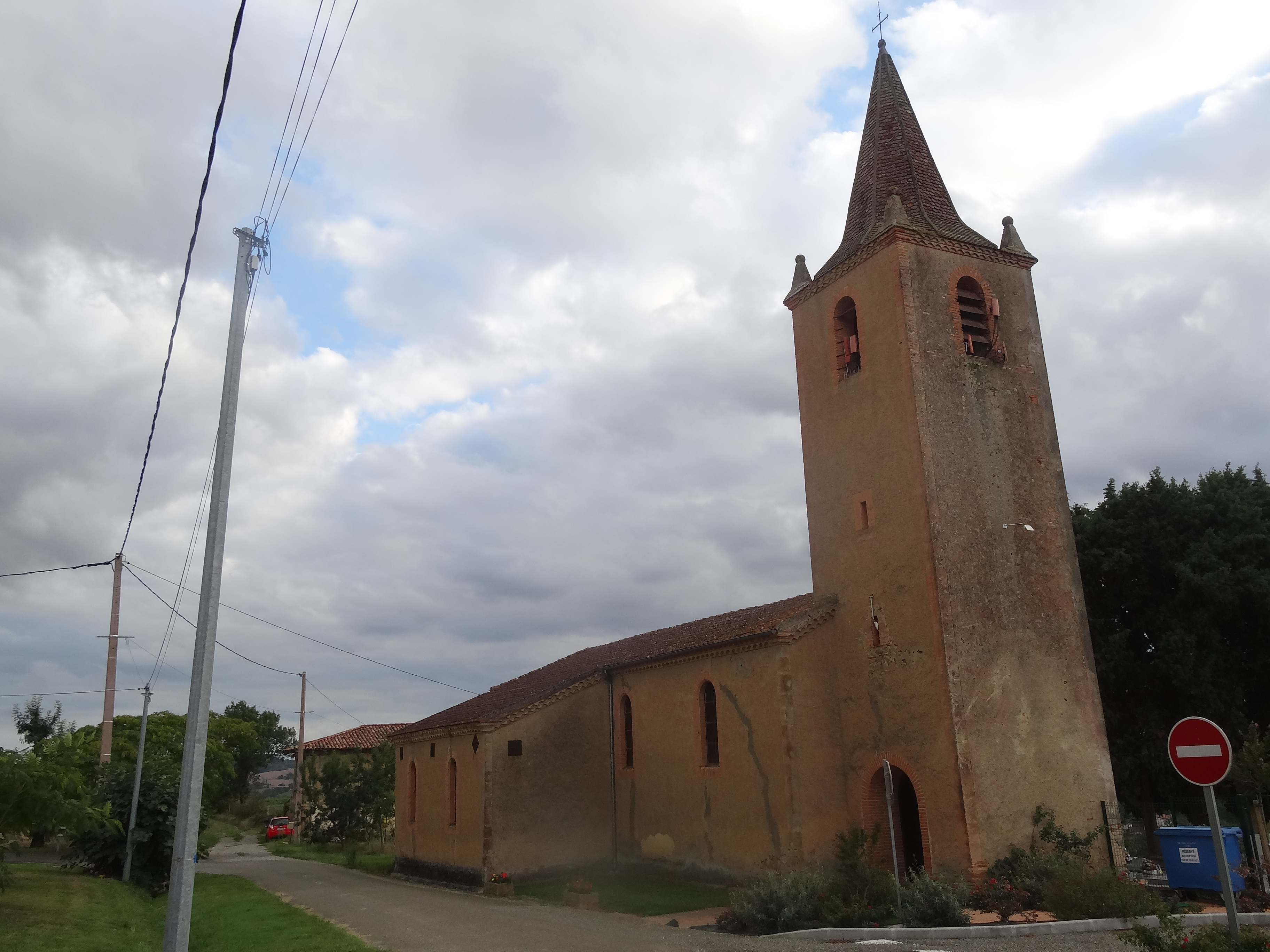
La chapelle de Fanjeaux.
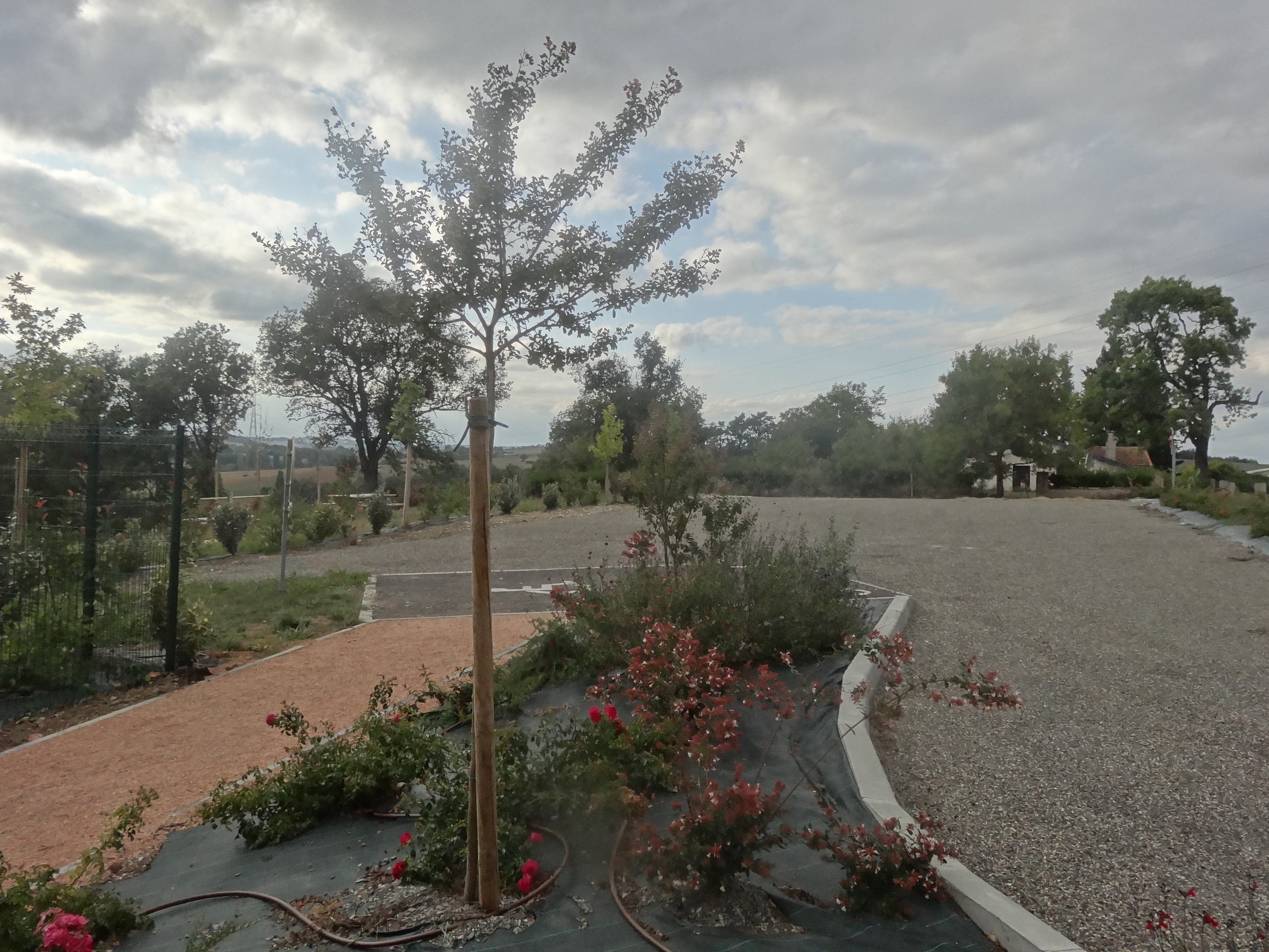
Parking de l’église et du cimetière de Fanjeaux.
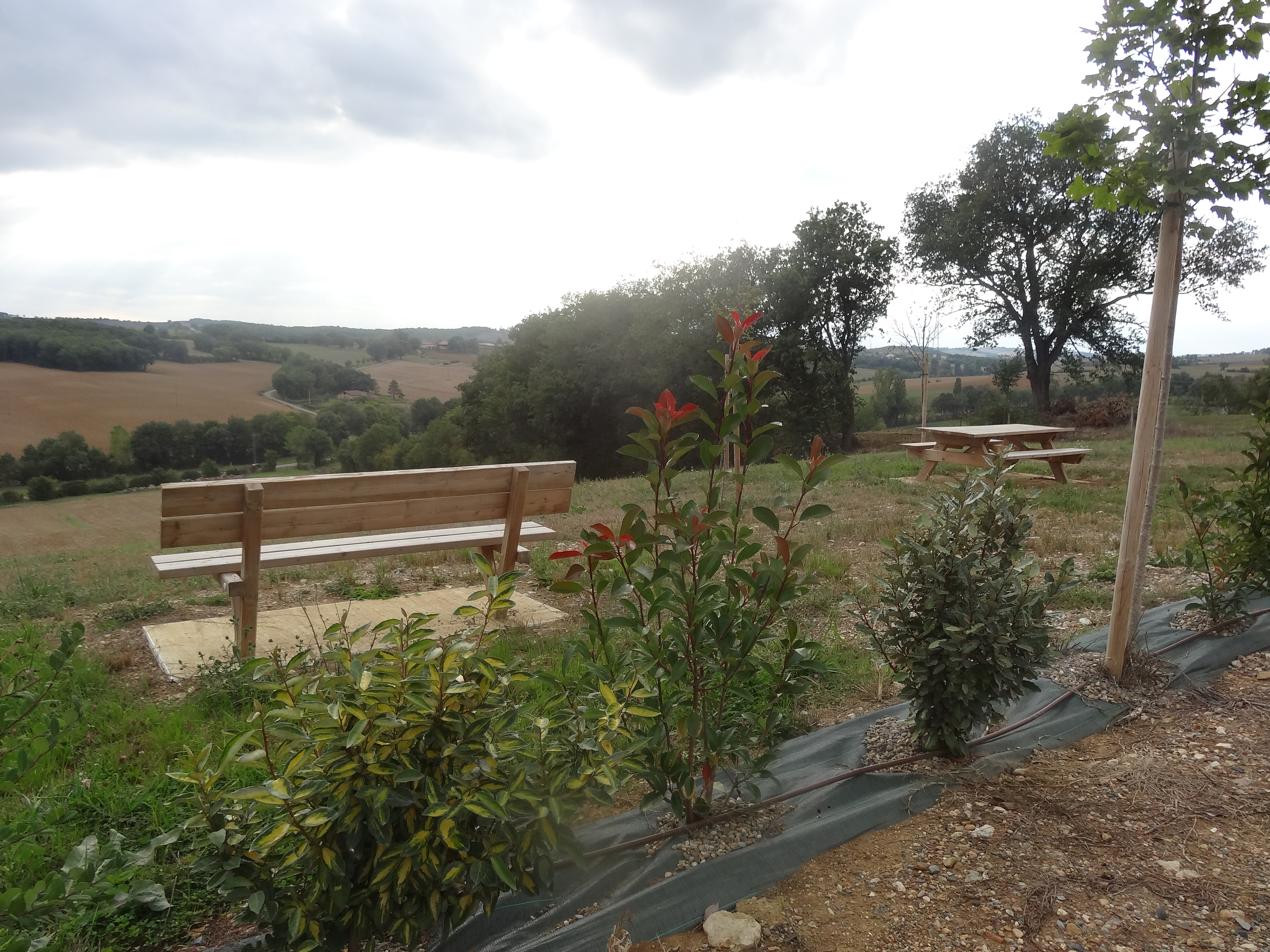
Espace vert à Fanjeaux.
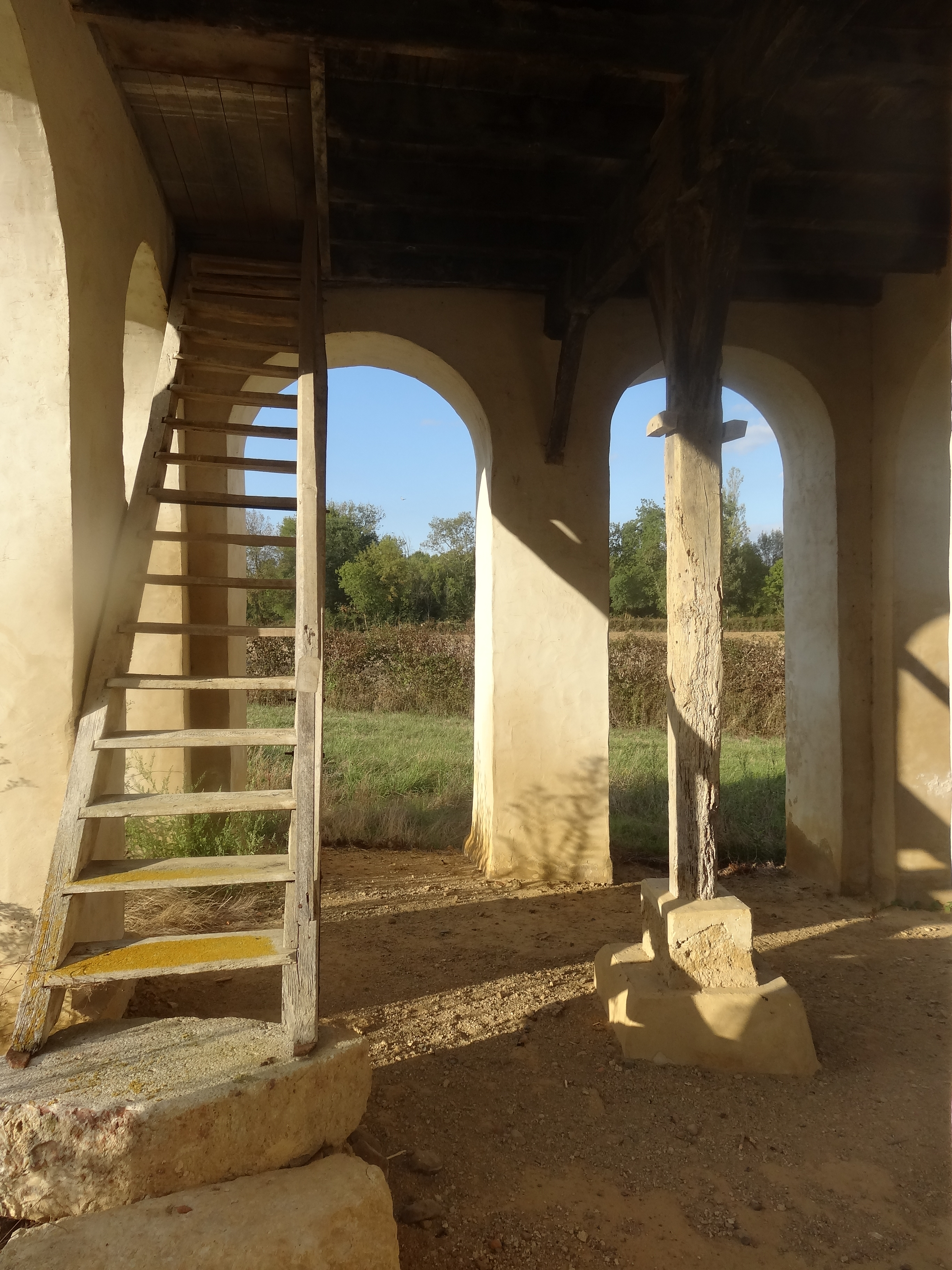
L'escalier du pigeonnier.

### Personnalités liées à la commune
- Jérôme Darnaudet (1968-2018), journaliste et cofondateur de Canard PC (dont il devint directeur) repose dans cette ville[37].

### Héraldique
| Blason de Bédéchan | Blason  | Parti : au 1er d'azur à un foudre d'or, au 2d de sinople à un canard d'argent ; au chef de gueules* chargé d'un lion couché d'or. |
| Blason de Bédéchan | Détails | * Il y a là non-respect de la règle de contrariété des couleurs : ces armes sont fautives (gueules sur azur et sinople). Le foudre est pour Jupiter, et renvoie à l'ancien temple païen qui lui était dédié, le canard est pour l'élevage, et enfin le lion est attribut des saints Abdon et Sennen, patrons de la paroisse locale. Création Jean-François Binon, adoptée en 2021. |